# Edicion Limitada en Español
«Limitada en Español» (укр. «Обмежене видання іспанською мовою») — третій EP альбом канадсько-португальської співачки Неллі Фуртадо. Виданий 3 червня 2008 року лейблами Geffen і Mosley Music Group. Альбом містить чотири композиції: три іспанською мовою, остання — англійською.

## Список композицій
| #  | Назва                                               | Тривалість |
| -- | --------------------------------------------------- | ---------- |
| 1. | «En Las Manos de Dios»                              | 4:30       |
| 2. | «Try»                                               | 4:42       |
| 3. | «Lo Bueno Siempre Tiene un Final»                   | 4:24       |
| 4. | «In God's Hands (Single Version)» (з Кітом Урбаном) | 4:34       |